# (500028) 2011 SC34
(500028) 2011 SC34 es un asteroide perteneciente al cinturón de asteroides, descubierto el 20 de septiembre de 2011 por el equipo del Spacewatch desde el Observatorio Nacional de Kitt Peak, Arizona, Estados Unidos.

## Designación y nombre
Designado provisionalmente como 2011 SC34.

## Características orbitales
2011 SC34 está situado a una distancia media del Sol de 3,131 ua, pudiendo alejarse hasta 4,321 ua y acercarse hasta 1,941 ua. Su excentricidad es 0,380 y la inclinación orbital 23,69 grados. Emplea 2024,16 días en completar una órbita alrededor del Sol.
Los próximos acercamientos a la órbita de Júpiter se producirán el 27 de enero de 2033, el 11 de junio de 2105 y el 22 de febrero de 2116, entre otros.

## Características físicas
La magnitud absoluta de 2011 SC34 es 16,2.